# Packhorse Bridge (Wycoller)

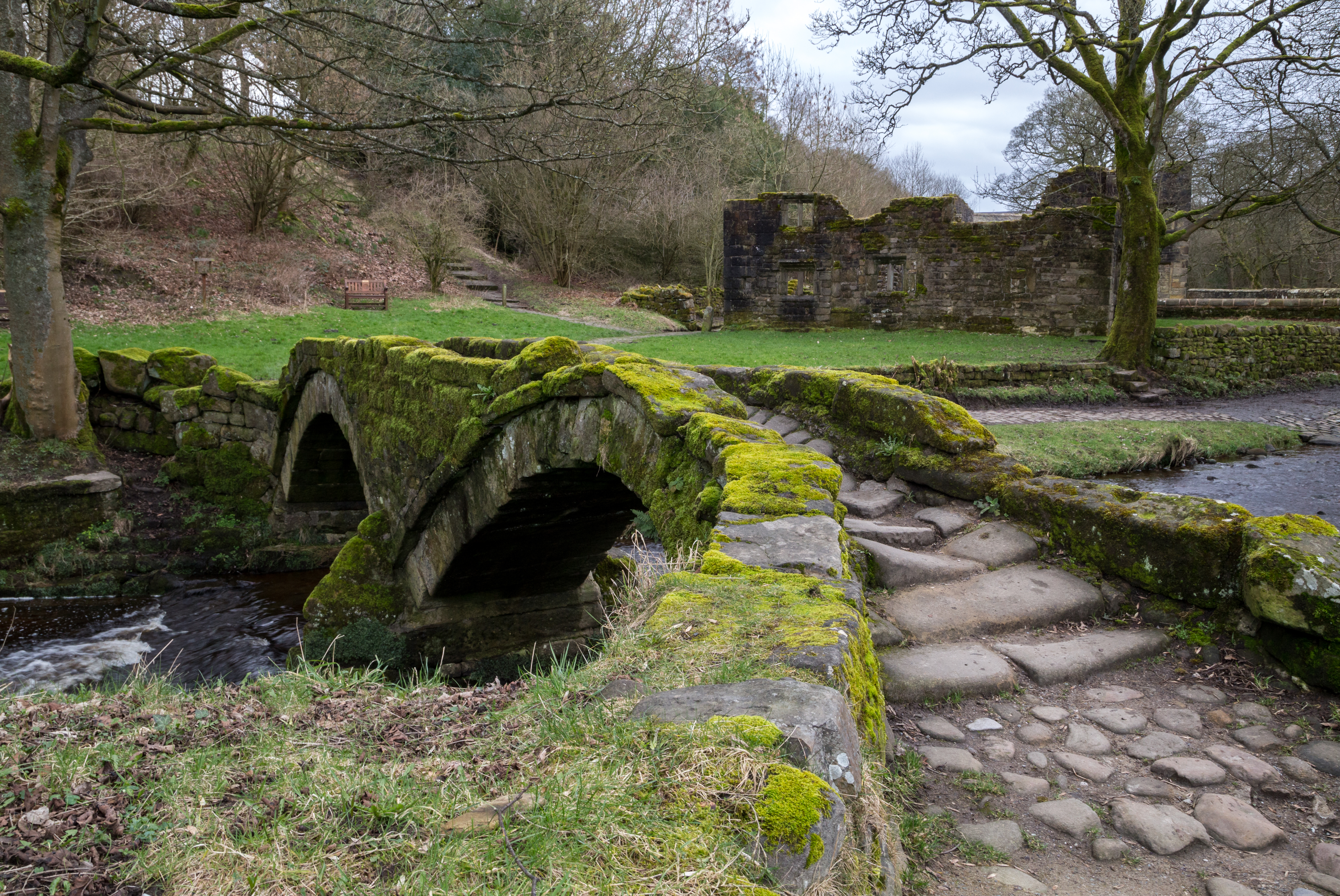
Packhorse Bridge, 2017

Die Packhorse Bridge ist eine historische Gewölbebrücke in Wycoller im Verwaltungsbezirk Pendle in Lancashire, England. Sie überquert den Wycoller Beck und liegt nahe der Ruine von Wycoller Hall.
Im Ort befinden sich auch die Steinplattenbrücken Clapper bridge und Clam Bridge.
Angeblich stammt die Brücke aus dem 13. Jahrhundert, wobei die Denkmalliste das 17. Jahrhundert angibt.